# Germanes de la Caritat de Sant Josep
Les Germanes de la Caritat de Sant Josep (fundades com a Sisters of Charity of Saint Joseph) són un institut religiós femení, una congregació religiosa de germanes fundada a Emmitsburg (Maryland, Estats Units) en 1813 per Elizabeth Ann Seton. Les seves membres posposen al seu nom les sigles S.C.
Es caracteritza pel fet que en anar expandint-se, les noves comunitats poden convertir-se en congregacions independents, mantenint la regla i esperit fundacionals, però funcionant autònomament. Formen la Federació de Germanes de la Caritat de la Tradició Vicentina-Setoniana, amb tretze congregacions de germanes.

## Objectius
La congregació té com a objectius el treball social, l'ensenyament dels joves i les obres benèfiques a les comunitats dels Estats Units, però també han fet tasques missioneres en altres estats.
Van obrir, des de 1814, escoles primàries i secundàries gratuïtes i orfenats a les ciutats més grans de la costa atlàntica (Philadelphia, Nova York, Boston, Baltimore, Washington i Wilmington) i, des de 1823, hospitals i asils, essent el primer el de Baltimore. A partir de 1828, van començar a obrir comunitats cap a l'oest, a Saint Louis i a comunitats rurals als nous estats colonitzats.
L'expansió continuada dels Estats Units cap a l'oest al llarg del segle xix i l'arribada de grans quantitats d'immigrants que colonitzaven els nous territoris, sense cap estructura administrativa o eclesiàstica i sense serveis ni equipaments socials, va fer que la comunitat es plantegés, a partir de 1828, la missió de contribuir a l'educació catòlica dels nens que vivien en aquests territoris., a més de donar altres serveis assistencials i socials que ningú més no oferia.

## Història

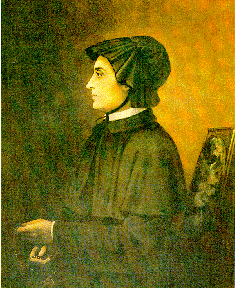
Retrat d'Elizabeth Ann Seton, fundadora, amb l'hàbit tradicional de la congregació.

En 1809, l'1 de juny, Elizabeth Ann Seton va fundar la comunitat d'Emmitsburg (Maryland, Estats Units). La formaven cinc germanes a les quals aviat s'unirien altres. L'objectiu era dedicar-se a les obres de caritat, per la qual cosa demanà d'adoptar la regla i constitucions de les Filles de la Caritat que sant Vicenç de Paül havia fundat el 1633. El bisbe Benedict J. Flaget va presentar la petició als superiors de l'orde i el 1810 li van donar el permís per fer-la servir a la comunitat. Quan la fundadora va morir, el 1821, ja comptava amb cinquanta germanes. El 19 de juliol de 1813, Seton i altres setze germanes van fer la professió solemne al si de la congregació.
En 1850 la comunitat d'Emmitsburg es va afiliar a la casa mare de les Filles de la Caritat, a París, i adopten l'hàbit blau, el collarí blanc i la toca d'aquestes germanes. La comunitat cresqué ràpidament.
Avui compta amb 1.246 germanes en 86 cases als Estats Units i Bolívia: escoles, hospitals, asils per a ancians, orfenats, centres de serveis socials, centres de dia, etc. Les germanes també assisteixen a domicili i fan catequesi.
Des de 1910, la comunitat es partí en dues províncies, l'Orient i l'Occidental, amb seu a Normandy (Missouri), prop de Saint Louis. En aquest província hi ha avui 1.266 germanes en 87 cases als Estats Units, Puerto Rico, Japó i Taiwan.

### Germanes de la Caritat de Nova York
El 1817, la mare Seton va enviar tres germanes a Nova York, responent a la invitació del bisbe John Connolly per a obrir una casa per a nens. Molts nens havien estat víctimes de malalties i la ciutat tenia molts orfes sense recursos. El 1846, les Germanes de la Caritat tenien tres cases per a atendre nens, quatre acadèmies i quatre escoles parroquials a Nova York i Brooklyn. El 1847 obrí la nova casa mare de Nova York, Mount St. Vincent.
Avui són a Connecticut, Nova York, Pennsylvania, Rhode Island, les Bahames, Xile i Guatemala, amb la seu general a Mount Saint Vincent (Riverdale). Són unes 1400 germanes en 120 cases.

#### Germanes de la Caritat de Sant Vicenç de Paül (Halifax)
El 1849, l'arquebisbe William Walsh de Halifax (Nova Escòcia), va cridar les germanes de Nova York a la seva diòcesi, i quatre van anar-hi amb la condició que, si l'obra tenia èxit, constituirien una comunitat independent. Així fou i la casa mare independent de Mount St. Vincent, a Halifax, s'obrí el 1856. La nova Congregació de Germanes de la Caritat de Sant Vicenç de Paül va rebre el decret d'aprovació de la Santa Seu en 1908.
Aquesta comunitat va tenir una important tasca missionera i va obrir comunitats al Canadà, les Bermudes, la República Dominicana i el Perú, i als estats de Washington, Massachusetts, New Hampshire, New Jersey i Nova York.
En 2005 hi havia 561 religioses en 212 cases.
De la comunitat de Halifax va néixer, el 1894, la congregació de les Germanes de la Caritat de Santa Marta d'Antigonish.

#### Germanes de la Caritat de Santa Elisabet (Newark)
El bisbe de Newark, James Roosevelt Bayley, nebot de la mare Seton, va establir una branca de la congregació per tal de cobrir la demanda de personal a les escoles i orfenats de la diòcesi. Van anar cinc germanes des de Cincinnati en 1858. La casa mare es va establir el 1860 a Madison i en 1880 a Morristown. Tot i ser una congregació independent des de la fundació, no va rebre el decret d'aprovació pontifici fins al 30 de setembre de 1957.
El 2005 hi havia 497 religioses en 157 cases, als Estats Units, el Salvador, Haití i Mèxic.

### Germanes de la Caritat de Cincinnati
En 1829, a demanda del bisbe Edward Fenwick, quatre germanes d'Emmitsburg van obrir una escola gratuïta, un orfenat i una acadèmia a Cincinnati, a la parròquia de la catedral, i trenta anys després, un orfenat per a nois. El 1859, sis germanes de Cincinnati van formar una congregació separada sota la direcció de l'arquebisbe John B. Purcell, que es va constituir formalment el 25 de març de 1852, tenint com a primera superiora Margaret George. La comunitat cresqué i van obrir serveis hospitalaris, escoles d'ensenyament secundari, catequesi, serveis socials i missioners.
Van obtenir el decret pontifici d'aprovació el 31 de gener de 1931, i les seves constitucions van ser aprovades en 1939.
En 2005 són 535 religioses a 268 cases a: Ohio, Michigan, Illinois, Maryland, Colorado, Nou Mèxic i Texas; Roma, Lima i Huancane (Perú), amb la casa general a Mount Saint Joseph (Cincinnati).

### Germanes de la Caritat de Seton Hill
En 1870 es va obrir una nova casa mare a Altoona, a instància del bisbe de Pittsburgh. El 1882 es va obrir-ne una de més gran a Greensburg, avui coneguda com a Seton Hill. La congregació va prendre el nom de Germanes de la Caritat de Seton Hill.
Aquesta va obrir fins a 87 cases des de Washington D.C. a Kwanju (Corea del Sud), Xina i Israel, amb 467 germanes en 2005. La casa general és a Chicago.

## Història posterior
La congregació va continuar la seva tasca arreu de la nació, destacant en alguns fets concrets com l'ajut prestat al terratrèmol i incendi de San Francisco, l'incendi de Chicago, les inundacions a Johnstown i Pittsburgh o l'explosió que destruí un terç de la ciutat de Halifax.
Arran de la Guerra d'Independència cubana cap als anys noranta del segle xix, van oferir serveis a l'exèrcit: escoles i hospitals en bases militars, atenció a ferits de guerra, etc.
Durant el segle xx es van especialitzar en els seus camps d'actuació: ensenyament, treball social i assistència sanitària.